# David Norris (politico)
David Patrick Bernard Norris (1º luglio 1944) è un politico irlandese.
Oltre a essere un famoso intellettuale, è un senatore indipendente e attivista dei diritti civili e diritti LGBT. A livello internazionale, a Norris viene riconosciuto il merito di aver gestito ed essere riuscito a far abolire la legge anti-omosessualità che portò alla caduta di Oscar Wilde.
Ha conseguito questo successo politico nel 1988, dopo una campagna di quattordici anni. Gli è stato riconosciuto, inoltre, di essere il solo responsabile per la riabilitazione di James Joyce, scrittore e poeta disapprovato dal pubblico irlandese.

## Biografia
Ex professore universitario, dal 1987 è membro del Seanad Éireann, la camera alta del Parlamento irlandese. È stata la prima persona omosessuale a essere eletta a una carica pubblica in Irlanda. Oltre a essere stato l'iniziatore della campagna per la riforma della legge omosessuale, è anche un membro di spicco della chiesa irlandese.
È stato candidato alla Presidenza dell'Irlanda nelle elezioni presidenziali del 2011. La candidatura di Norris fu approvata dall'attore e scrittore britannico Stephen Fry, che disse "L'Irlanda non potrebbe avere un presidente più intelligente, appassionato e dedicato di Norris". Superò numerosi sondaggi di opinione e fu uno dei candidati preferiti dell'elettorato irlandese ma si ritirò dalla competizione mesi prima delle elezioni, facendovi ritorno nel mese di settembre del 2011.

## Premi
- Borsa di studio del Consiglio d'Europa per i Viaggi
- Premio Walter Wormser Harris
- Borsa di studio della Fondazione di letteratura inglese e della lingua
- Premio europeo per i diritti umani (nomina)